# Energy Information Administration
A Energy Information Administration (EIA) (em português: Administração de Informação de Energia dos EUA) é a principal agência do Sistema Estatístico Federal dos EUA responsável por coletar, analisar e disseminar informações sobre energia para promover a formulação de políticas sólidas, mercados eficientes e compreensão pública da energia e sua interação com a economia e o meio ambiente. Os programas de EIA abrangem dados sobre carvão, petróleo, gás natural, energia elétrica, renovável e nuclear. A EIA faz parte do Departamento de Energia dos EUA.